# Der schwarze Kanal

logotyp för Der schwarze Kanal.

Der schwarze Kanal (svenska: Den svarta kanalen) var ett TV-program som sändes i den östtyska kanalen Fernsehen der DDR om måndagskvällarna under perioden 21 mars 1960-30 oktober 1989, totalt 1 519 sändningar. Programledare under alla år var Karl-Eduard von Schnitzler.
Der schwarze Kanal var ett program som uppgavs avslöja de lögner den västtyska televisionen enligt uppgift utsatte de östtyska medborgarna för. Programmet bestod av utvalda inslag från de västtyska kanalerna ARD och ZDF. Det kunde röra sig om allt från rena nyhetsinslag till klipp ur underhållningsprogram och inköpta amerikanska såpoperor. Dessa inslag redigerades hårt och försågs med kritiska kommentarer som förvrängde det ursprungligen avsedda innehållet. 

Delar av Östtyskland där tittarna genom marksändningar hade tillgång till västtyska kanalen Das Erste, markerat i grå färg.

Namnet "Der schwarze Kanal" var en ordlek. Svart är en av de gamla heraldiska färgerna för Preussen, och även det konservativa västtyska partiet CDU:s partifärg - färgen svart skulle alltså associera till påstådda reaktionära och militaristiska västtyska värderingar. Dessutom kan termen "den svarta kanalen" på tyska betyda avlopp.
Programmet sändes för sista gången den 30 oktober 1989 mitt i den turbulens som ledde till Berlinmurens fall månaden därpå. Den östtyska televisionen försäkrade att man hädanefter skulle vara "fri från regeringsinblandning", något som i praktiken omöjliggjorde vidare sändningar av Der schwarze Kanal.